# جوزو ميغوري
المفتش ميغوري أو جوزو ميغوري (باليابانية: 目暮 十三، بالروماجي: Megure Jūzō) هي شخصية في أنمي المحقق كونان هو مفتش رئيس الشرطة في منطقة بيكا، من المعروف عنه أنه لا يزيل القبعة عن رأسه بسبب حادث تعرض له في السابق أثناء تأدية عمله بقسم الشرطة. ويساعده كونان في حل العديد من القضايا العالقة، إما عن طريق تلميحات مفيدة أو عن طريق تخدير كوغورو موري والتـحدث بدلا عنه.